# Mohite
La mohite è un minerale.